# Royal Charter
Eine Royal Charter (etwa „Königliche Satzung“) wird vom britischen Souverän auf Anraten des Privy Council einer Körperschaft gewährt und verleiht ihr besonderen Status. Die Geschichte reicht zurück bis ins 13. Jahrhundert. Royal Charters wurden zum Beispiel verwendet, um Ansiedlungen den Status von Städten und Gemeinden zuzusprechen. Neue Charters werden gelegentlich auch heute noch an Städte vergeben, in der Regel bleiben sie jedoch Einrichtungen des öffentlichen Interesses wie z. B. Wohlfahrtsverbänden vorbehalten, die im jeweiligen Bereich eine Vorrangstellung innehaben und Stabilität und Dauerhaftigkeit nachweisen können. Auch viele der älteren Universitäten in England, Wales und Nordirland sind solche Körperschaften.
Es gibt mehr als 900 Körperschaften, denen Royal Charter gewährt wurde. Die Inkorporation durch Royal Charter bedeutet, dass ein Teil der Kontrolle von inneren Angelegenheiten auf das Privy Council übergeht. Änderungen der Charter sind nur mit Zustimmung des Souveräns möglich, und Änderungen der Satzung einer Körperschaft bedürfen der Zustimmung des Councils. Für die inneren Angelegenheiten der Körperschaften bedeutet dies ein erhebliches Maß an regierungsseitiger Regulierung im Sinne des öffentlichen Interesses.

## Institutionen mit einer Royal Charter
- Association of Chartered Certified Accountants (ACCA)
- Bath Royal Literary and Scientific Institution
- Belfast Royal Academy
- Bridewell Royal Hospital
- British and Foreign Bible Society
- British Broadcasting Corporation
- British Computer Society
- British Film Institute
- British North Borneo Company (1881–1946)
- British Psychological Society
- British Standards Institution
- Chartered Institute of Building
- Chartered Institute of Housing (CIH)
- Chartered Institute of Library and Information Professionals (CILIP)
- Chartered Institute of Linguists (Iol/CIoL)
- Chartered Institute of Logistics and Transport (CILT)
- Chartered Institute of Management Accountants (CIMA)
- Chartered Institute of Marketing
- Chartered Institute of Personnel and Development
- Chartered Institute of Public Finance and Accountancy
- Chartered Institute of Public Relations
- Chartered Institute of Wastes Management
- Chartered Institute of Water and Environmental Management
- Chartered Insurance Institute
- Chartered Management Institute
- Chartered Quality Institute
- Christ’s Hospital
- Crafts Council
- Cranfield University
- Educational Institute of Scotland
- Faculty of Actuaries
- Heriot-Watt University
- Historic Royal Palaces
- Institute of Actuaries
- Institute of Chartered Accountants in England and Wales
- Institute of Chartered Accountants in Ireland (1888)
- Institute of Chartered Foresters
- Institute of Mathematics and its Applications (1990)
- Institution of Chemical Engineers
- Institution of Civil Engineers
- Institution of Structural Engineers (1908)
- London Mathematical Society (1965)
- Portora Royal School
- Queen’s University of Belfast (1908)
- Rossall School
- Royal Academy
- Royal Academy of Dramatic Art
- Royal Academy of Engineering
- Royal Academy of Music
- Royal Aero Club
- Royal Aeronautical Society
- Royal African Society
- Royal Agricultural Society of England
- Royal Agricultural University
- Royal Air Force
- Royal Aircraft Establishment
- Royal and Ancient Golf Club of St Andrews
- Royal Armouries
- Royal Asiatic Society
- Royal Association for Deaf people
- Royal Association for Disability and Rehabilitation
- Royal Association of British Dairy Farmers
- Royal Astronomical Society
- Royal Astronomical Society of Canada
- Royal Australasian College of Surgeons
- Royal Automobile Club
- Royal Ballet
- Royal Bank of Scotland
- Royal Bath and West of England Society
- Royal Belfast Academical Institution
- Royal Botanic Garden Edinburgh
- Royal Botanic Gardens, Kew
- Royal British Society of Sculptors
- Royal Caledonian Curling Club
- Royal Chester Rowing Club
- Royal Choral Society
- Royal College of Anaesthetists
- Royal College of Art
- Royal College of General Practitioners
- Royal College of Midwives
- Royal College of Music
- Royal College of Nursing
- Royal College of Obstetricians and Gynaecologists
- Royal College of Ophthalmologists
- Royal College of Organists
- Royal College of Paediatrics and Child Health
- Royal College of Pathologists
- Royal College of Physicians and Surgeons of Glasgow
- Royal College of Physicians of Edinburgh
- Royal College of Physicians of London
- Royal College of Psychiatrists
- Royal College of Radiologists
- Royal College of Science
- Royal College of Surgeons of Edinburgh
- Royal College of Surgeons of England
- Royal College of Surgeons in Ireland
- Royal College of Veterinary Surgeons
- Royal Commonwealth Society
- Royal (Dick) School of Veterinary Studies
- Royal Economic Society
- Royal Engineers
- Royal Entomological Society
- Royal Fleet Auxiliary
- Royal Flying Corps
- Royal Forestry Society
- Royal Geographical Society
- Royal Glasgow Institute of the Fine Arts
- Royal Greenwich Observatory
- Royal Heraldry Society of Canada
- Royal Hibernian Military School
- Royal Highland and Agricultural Society of Scotland
- Royal Historical Society
- Royal Holloway, University of London
- Royal Horticultural Society
- Royal Institute of British Architects (RIBA)
- Royal Institute of Painters in Water Colours
- Royal Institution of Chartered Surveyors
- Royal Institution of Great Britain
- Royal Life Saving Society
- Royal Liverpool Philharmonic Orchestra
- Royal London Society for the Blind
- Royal Marines
- Royal Medical Society of Edinburgh
- Royal Meteorological Society
- Royal Microscopical Society
- Royal Military Academy Sandhurst
- Royal Mint
- Royal National Institute of the Deaf
- Royal National Institute of the Blind
- Royal National Lifeboat Institution
- Royal National Mòd
- Royal Navy
- Royal Northern College of Music
- Royal Numismatic Society
- Royal Observatory Edinburgh
- Royal Opera House
- Royal Ordnance
- Royal Pharmaceutical Society of Great Britain
- Royal Philatelic Society London
- Royal Philharmonic Orchestra
- Royal Photographic Society
- Royal Radar Establishment
- Royal Regiment of Artillery
- Royal School Dungannon
- Royal School of Church Music
- Royal School of Needlework
- Royal Scottish Academy
- Royal Scottish Forestry Society
- Royal Scottish Geographical Society
- Royal Scottish National Orchestra
- Royal Scottish Society of Arts
- Royal Scottish Society of Painters in Watercolour
- Royal Shakespeare Company
- Royal Society for Asian Affairs (RSAA)
- Royal Society of Antiquaries of Ireland
- Royal Society of Antiquaries of London
- Royal Society of Arts
- Royal Society of British Organists
- Royal Society of Chemistry
- Royal Society of Edinburgh
- Royal Society of Literature
- Royal Society of London (allgemein als „Royal Society“ bezeichnet)
- Royal Society of Marine Artists
- Royal Society of Medicine
- Royal Society of Miniature Painters, Sculptors and Gravers
- Royal Society of Musicians
- Royal Society of Painter-Printmakers
- Royal Society of Portrait Painters
- Royal Society of Tropical Medicine and Hygiene
- Royal Society of Ulster Architects
- Royal Society for the Prevention of Accidents (RoSPA)
- Royal Society for the Prevention of Cruelty to Animals (RSPCA)
- Royal Society for the Promotion of Health
- Royal Society for the Protection of Birds (RSPB)
- Royal Statistical Society (1887)
- Royal Television Society
- Royal Ulster Agricultural Society
- Royal Ulster Constabulary
- Royal Watercolour Society
- Royal Welch Fusiliers
- Royal West of England Academy
- Royal Yacht Club
- Royal Yachting Association
- Royal Zoological Society of Scotland
- Society for the Environment
- Society of Antiquaries of Scotland
- St. Andrew’s Ambulance Association (1899)
- The Marine Society
- The Royal School, Armagh
- The Royal Society of St George
- The Scout Association
- Trinity House
- Tullibardine Distillery
- University of Birmingham
- University of Bristol (1909)
- University of Exeter
- University of Kent
- University of Liverpool
- University of London
- University of Manchester
- University of Oxford
- University of Sheffield
- University of Strathclyde
- Worshipful Society of Apothecaries (1617)
- Worshipful Company of Clockmakers (1631)
- Worshipful Company of Ironmongers (1463)
- Worshipful Company of Mercers (1394)
- Worshipful Company of Skinners (1327)
- Zoological Society of London